# 興禅寺 (宇都宮市)
興禅寺（こうぜんじ）は、栃木県宇都宮市今泉三丁目にある臨済宗妙心寺派の寺院である。山号は神護山。本尊は釈迦如来。勧請開山は高峰顕日（仏国国師）、開山は真空妙応禅師、開基（創立者）は宇都宮貞綱。寺域は河北禅林と呼ばれる。

## 歴史

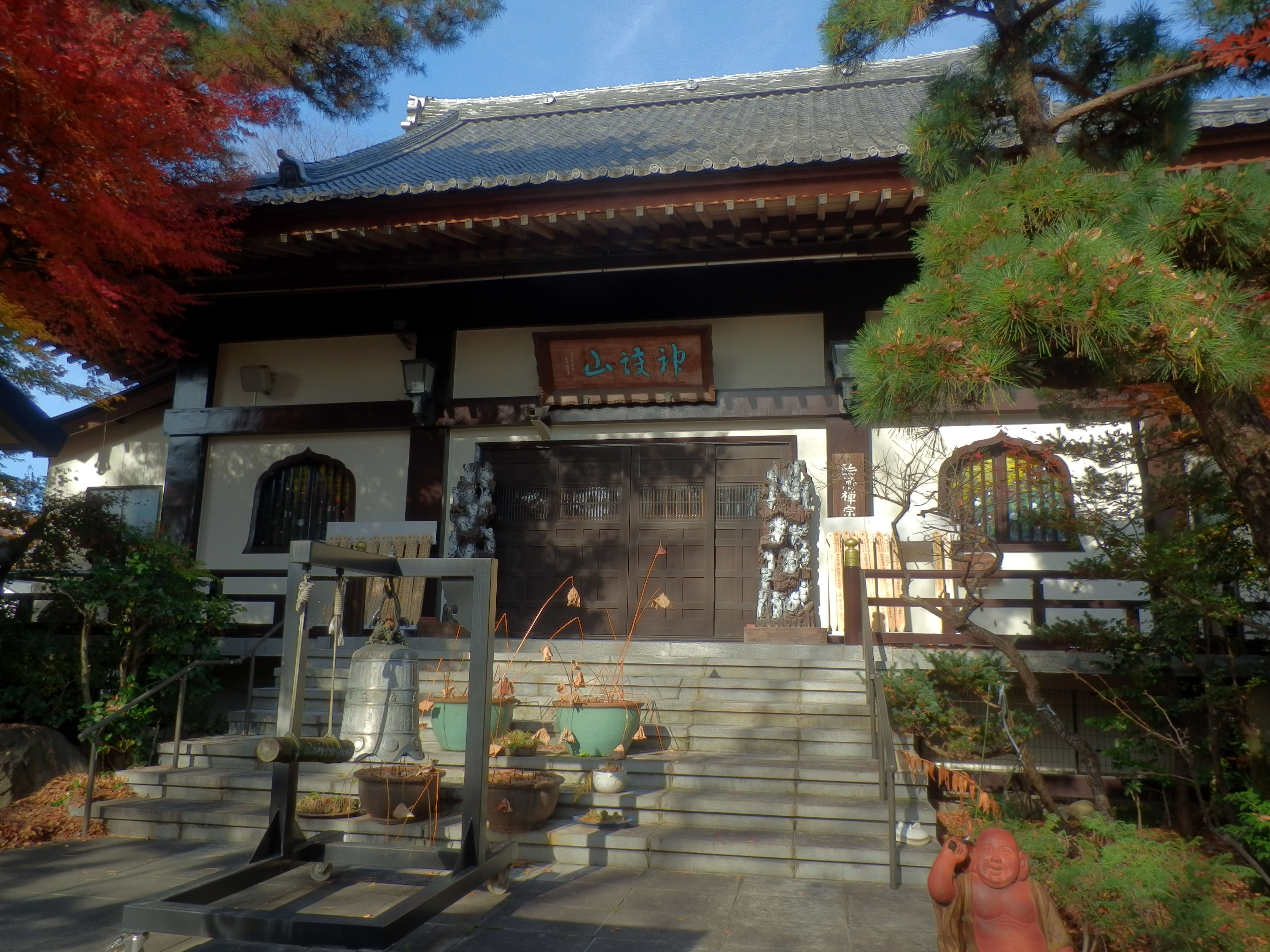
本堂

興禅寺は、宇都宮氏8代目当主である宇都宮貞綱が、かつて黒羽雲巌寺で第五世住職をしていた真空妙応禅師のために、1314年（正和3年）、地蔵堂があったこの地に寺院を建立して興禅寺としたのが始まりとされる。真空はその後、宇都宮貞綱の弟・宇都宮泰宗の子である宇都宮貞泰に招かれ、伊予国大洲に冨士山如法寺および横松山西禅寺を開山したとされる。
室町時代には宇都宮氏の興隆とともに隆盛を誇ったが、1549年（天文18年）、喜連川五月女坂の戦いにおいて第20代当主宇都宮尚綱が敗死すると、これに乗じた壬生勢が宇都宮城下に乱入して占拠、この折の戦火で焼失してしまう。第21代当主宇都宮広綱によって復興するものの、第22代当主宇都宮国綱が豊臣秀吉によって領地を剥奪されたのに伴い、当寺も一時廃寺となった。
江戸時代に入って奥平家昌が宇都宮城主となるとその勧請を受けて復興され、家昌・忠昌の奥平家父子2代が菩提寺としている。なお、江戸時代の仇討ちの一つで知られる浄瑠璃坂の仇討は、忠昌の子である昌能の在藩中における当寺での刃傷事件（宇都宮興禅寺刃傷事件）が発端となっている。
その後は、明治維新時の戊申戦争の戦火や太平洋戦争において多くの堂宇を焼失、戦後再建し現在に至っている。

## 境内
- 本堂
  - 釈迦如来
- 放光王地蔵菩薩（甘酒地蔵尊、子育地蔵尊）
- 千手観音堂
  - 千手観音
- 墓所
  - 宇都宮貞綱墓碑
  - 宇都宮公綱墓碑
  - 奥平家昌墓
  - 奥平忠昌墓

## 文化財
- 木造釈迦如来坐像 - 1958年（昭和33年）1月24日、宇都宮市指定有形文化財（彫刻）

## アクセス

### バス
JR宇都宮駅西口から
- 関東バス　済生会病院行き、竹林経由富士見ヶ丘団地行き、白沢河原行き、奈坪台行き、釜井台団地行きなど乗車1分、「今泉一丁目」下車徒歩3分。

東武駅前バス停から
- 関東バス　竹林経由富士見ヶ丘団地行き、白沢河原行き、奈坪台行き、釜井台団地行きなど乗車10分、「今泉一丁目」下車徒歩3分。

### 徒歩
JR宇都宮駅西口から徒歩10分